# Вакуум Ойл Компанія

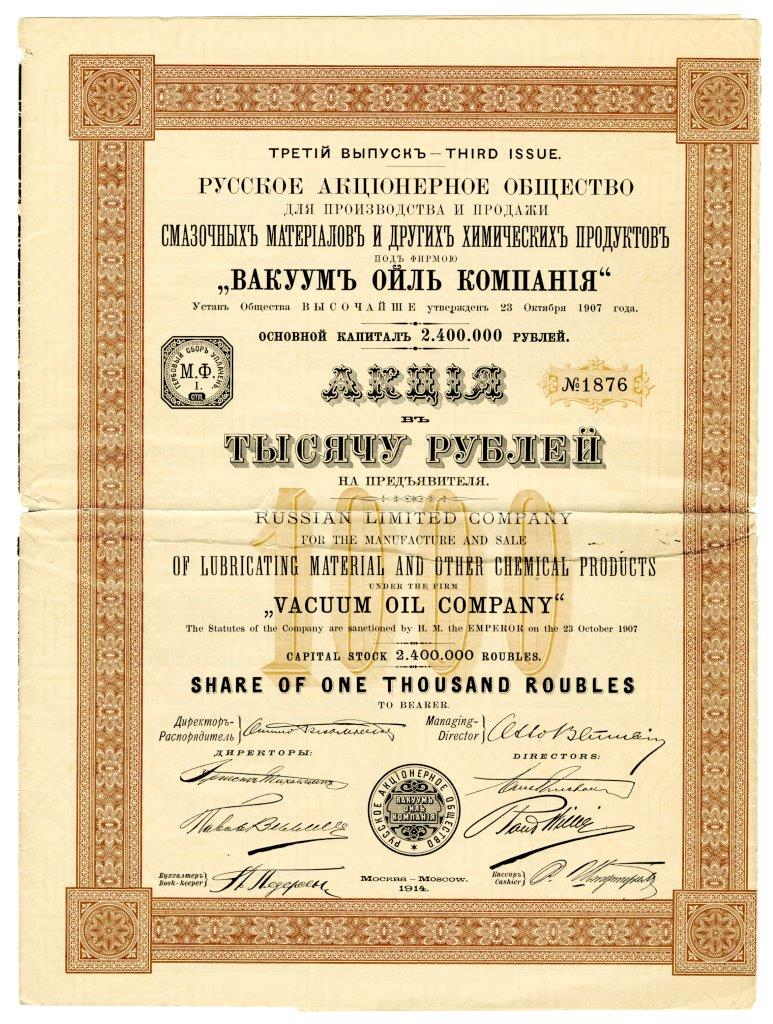
Акція 1000 руб. на пред'явника Російського акціонерного товариства для виробництва та продажу мастильних матеріалів та інших хімічних продуктів під фірмою "Вакуум Ойль Компанія" з основним капіталом 2,4 млн. руб. Москва, 1914

Російське акціонерне товариство для виробництва та продажу мастильних матеріалів та інших хімічних продуктів, що виступає під маркою "Вакуум Ойл Компанія" зареєстровано в Москві в 1907 з основним капіталом 2 млн. 400 тис. руб  . До цього була російською філією заснованої в США в 1866 винахідником вакуумної дистиляції гасу Меттью Юінгом та його партнером Хірамом Еверестом Vacuum Oil Company.
У 1879 процвітаюче підприємство "Vacuum Oil", вже давно відоме в США своїми мастилами для промислової техніки та парових машин, куплено Джоном Рокфеллером і увійшло до складу тресту "Standard Oil", згодом перетвореного на корпорацію "ExxonMobil".
У своїй дореволюційній історії мало відділення в Петербурзі, Москві, Варшаві, Ризі, Одесі та Нижньому Новгороді.
У 1910 на південній околиці Петербурга, неподалік від існуючих раніше складів штучних масел, заснований завод мастил АТ "Вакуум Ойл Компанія" .
З 1929 наступник цього одного з найстаріших російських/радянських підприємств з розробки та виробництва мастил та мастил носить ім'я С. Г. Шаумяна.